# Physokentia petiolata
Physokentia petiolata är en enhjärtbladig växtart som först beskrevs av Karl Ewald Maximilian Burret, och fick sitt nu gällande namn av D.Fuller. Physokentia petiolata ingår i släktet Physokentia och familjen Arecaceae. Inga underarter finns listade i Catalogue of Life.